# Сьо Ґен
Сьо Ґен (яп. 尚元; 25 березня 1528 — 12 травня 1572) — 11-й ван Рюкю в 1555—1572 роках.

## Життєпис
Походив з Другої династії Сьо. Другий син вана Сьо Сеі. Народився 1528 року, отримавши титул принца Куме-Накагусуку. Перед смертю його батько неочікувано оголосив Сьо Ґена спадкоємцем трону. Проте після смерті 1555 року Сьо Сеі проти Ґена виступив його брат Сьо Кансін, принц Оє. Останнього підтримали члени Сансікану (Ради трьох) Агасуку Анкі і Ґусукума Сусін, які затверджували ванів. В запеклій боротьбі Сьо Ґен 1556 року завдяки підтримці Кунігамі Кеймея, іншого члена Сансукану, здобув перемогу. Бунтівних членів Сансікану було заслано на острови Кумеджіма і Іхея. Втім вимушений був надати більш прав Сансікану. 1562 року визнаний мінським урядом ваном Рюкю.
Вимушений був продовжувати боротьбу з японськими піратами, проте не вдало. Наслідком цього стало суттєво зменшення торгівлі з Сіамом, Камбоджею і Малаккою. Остання велика торговельна експедиція туди вирушила 1570 року.
Разом з тим стикнувся з наміном клану Сімадзу підкорити Рюкю. 1571 року загони вана відбили напад японців на острів Амамі Осіма. 1572 року відкинув нову вимогу сімадзу визнати їх зверхність. 
Помер Сьо Ґен того ж року. Йому спадкував другий син Сьо Еі.